# اشترانینگ گرافنبرگ
اشترانینگ گرافنبرگ (به آلمانی: Straning-Grafenberg) یک منطقهٔ مسکونی در اتریش است که در ناحیه هورن واقع شده‌است. اشترانینگ گرافنبرگ ۲۶٫۴۷ کیلومتر مربع مساحت دارد ۲۹۲ متر بالاتر از سطح دریا واقع شده‌است.